# Lochmodocerus antennatus
Lochmodocerus antennatus là một loài bọ cánh cứng trong họ Cerambycidae.